# CNP Assurances
CNP Assurances — крупная французская страховая компания, базирующаяся в Париже. Вторая по величине после AXA во Франции, седьмая в Европе и третья в Бразилии. Основана в 1959 году, с 6 октября 1998 года её акции котируются на фондовой бирже. В списке крупнейших публичных компаний мира Forbes Global 2000 за 2021 год компания заняла 299-е место (82-е по активам, 259-е по размеру выручки, 444-е по чистой прибыли, 1316-е по рыночной капитализации). 
CNP Assurances работает в 19 странах мира (Австрия, Аргентина, Бельгия, Бразилия, Германия, Греция, Дания, Ирландия, Испания, Италия, Кипр, Люксембург, Нидерланды, Норвегия, Польша, Португалия, Финляндия, Швеция). Наиболее влиятельна во Франции, Испании, Португалии, Аргентине и Бразилии, специализируется на личном страховании (сбережения, пенсии и личные риски). Компания работает через сеть филиалов и дочерних компаний, включая Previposte, CNP IAM, CNP International, Global Vida, CNP Seguros de Vida, CNP Vida, Filassistance International, Age d'Or Expansion и другие. Полисы распространяются в основном через сети банков-партнёров, крупнейшими из них являются La Banque postale, BPCE, Caixa Econômica Federal, UniCredit, Grupo Santander (этим объясняется небольшое количество сотрудников, всего 5 тысяч). С марта 2020 года 62,8 % акций CNP Assurances принадлежит La Banque postale (почтовому банку, контролируемом государственной компанией Caisse des Dépôts et Consignations), другой крупный акционер — Groupe BPCE (16,1 %).

## История
История компании началась с создания трёх страховых фондов в середине XIX века как филиалов государственной сберегательной кассы (Caisse des Dépôts et Consignations); этими фондами были Caisse Nationale de Retraite pour la Vieillesse (накопление пенсий по старости, 1850 год), Caisse Nationale d’Assurances en cas d’Accident (фонд страхования от несчастных случаев, 1868 год) и Caisse Nationale d’Assurances en cas de Décès (фонд страхования жизни, 1868 год). В 1959 году эти три фонда были объединены в Caisse Nationale de Prévoyance (CNP, Национальная страховая касса), которая оставалась под государственным контролем. В 1998 году она была частично приватизирована, но её основными акционерами стали государственные структуры: La Poste, Groupe Caisses d’Epargne и Caisse des Dépôts.
В 1995 году компания вышла на рынок Аргентины (CNP Assurances Compañía de Seguros), в 2001 году — Бразилии (Caixa Seguradora), в 2005 году — Италии, в 2008 году — Греции и Кипра, в 2014 году было достигнуто соглашение с испанским банком «Сантандер» о распространении полисов через его отделения в 9 странах Европы (позже было расширено до 11). В 2015 году был создан филиал в Люксембурге.
В марте 2020 году сложная структура взаимного владения трёх компаний была упрощена до последовательного подчинения: Caisse des Dépôts et Consignations контролирует Почту Франции (La Poste), та — Почтовый банк (La Banque postale), а CNP Assurances является дочерней структурой Почтового банка (во всех случаях кроме почты и почтового банка это контрольные пакеты, но не 100-процентное владение).

## Руководство
- Вероник Вейл (Véronique Weill) — председатель совета директоров с 31 июля 2020 года; с 1985 по 2006 год работала в JPMorgan Chase, с 2006 по 2017 год — в AXA (главный операционный директор); также член наблюдательного совета Rothschild & Co[2].
- Стефан Дедеян (Stephane Dedeyan) — главный исполнительный директор с 2021 года[1].

## Деятельность
Страховые премии в 2020 году составили 26,9 млрд евро, из них 16,3 млрд пришлось на Францию, 5,6 млрд на Бразилию, 3,5 млрд на Италию; инвестиционный доход составил 7,7 млрд евро; на страховые выплаты пришлось 27,7 млрд евро расходов компании. Активы на конец года составили 442,5 млрд евро, из них 405 млрд пришлось на инвестиции (гособлигации — 133 млрд, вложения в инвестиционные фонды — 99 млрд).